# اینو ویرتانن (بازیکن فوتبال)
اینو ویرتانن (انگلیسی: Eino Virtanen؛ زادهٔ ۱ ژانویهٔ ۱۹۱۴ - درگذشته نامشخص) بازیکن فوتبال اهل فنلاند بود.
وی همچنین در تیم ملی فوتبال فنلاند بازی کرده‌است.